# Anisophyllea ferruginea
Anisophyllea ferruginea är en tvåhjärtbladig växtart som beskrevs av Ding Hou. Anisophyllea ferruginea ingår i släktet Anisophyllea och familjen Anisophylleaceae. Inga underarter finns listade i Catalogue of Life.